# La Serre-Bussière-Vieille
La Serre-Bussière-Vieille är en kommun i departementet Creuse i regionen Nouvelle-Aquitaine i de centrala delarna av Frankrike. Kommunen ligger i kantonen Chénérailles som tillhör arrondissementet Aubusson. År 2022 hade La Serre-Bussière-Vieille 121 invånare.

## Befolkningsutveckling
Antalet invånare i kommunen La Serre-Bussière-Vieille
Referens:INSEE